# Princess Comet
Princess Comet (コメットさん, Kometto-san) é uma série de mangá criada e ilustrada por Mitsuteru Yokoyama, o mesmo criador de Homem de Aço e Robô Gigante. O mangá foi serializado pela editora Shueisha na revista mensal Margaret entre 10 de junho até 11 de novembro de 1967, sendo a primeira série japonesa do gênero mahō shōjo. Também teve 2 adaptações de doramas e 1 anime. A história é sobre Comet, uma das princesas do Triângulo Nebuloso, que vai à Terra em busca do príncipe desaparecido.

## Mídia

### JDrama
O drama em live-action foi transmitido pela Tokyo Broadcasting System em duas temporadas. A primeira temporada estreou no dia 3 de julho de 1967 e durou até 30 de dezembro de 1968 com um total de 79 episódios. A segunda temporada foi ar dia 12 de junho de 1978 até 24 de setembro de 1979 com um total de 68 episódios. Apesar da série ter sido transmitida em alguns países da América Latina como México, Venezuela, Costa Rica e Panamá nos anos 70, a série nunca foi exibida no Brasil ou em qualquer outro país lusófono.
Além disso, os atores Yumiko Kokonoe e Kumiko Ohba dos Jdramas aparecem na adaptação do anime. Junto com a versão do anime, o drama de TV fornece vários módulos de cenários relacionados com a vida diária para o público, especialmente os fãs das duas atrizes que interpretou a personagem principal.

### Mangá
O foi criado e ilustrado por Mitsuteru Yokoyama e serializado pela editora Shueisha na revista mensal Margaret entre 10 de junho até 11 de novembro de 1967.

### Anime
A adaptação de anime do Jdrama de televisão, intitulada Cosmic Baton Girl Princess Comet (Cosmic Baton Girl コメットさん☆, Cosmic Baton Girl Kometto-san) foi animada pelo estúdio de animação Nippon Animation, dirigida por Mamoru Kanbe de Sakura, a Caçadora de Cartas e escrita por Akira Okeya de Mobile Suit Gundam: The 08th MS Team. Os designs dos personagens foram feitos por Kazuaki Makida, que também contribuiu nos designs dos personagens de Mermaid Melody Pichi Pichi Pitch. A série estreou na TV Osaka e na TV Tokyo entre 1 de abril de 2001 até 27 de janeiro de 2002, com um total de 43 episódios. O anime se adapta tanto aos Jdramas em live-action atentamente com a implicação com o próprio Yokoyama em redesenhar os personagens e incluir novos conceitos.
O anime teve quatro canções-tema. A primeira abertura intitulada Smile For You (君にスマイル, Kimi ni sumairu) é cantada por Nayu Nibori e a segunda abertura intitulada Miracle Power ~Stardust Version~ (ミラクルパワー 〜スターダスト・バージョン〜, Mirakuru pawā 〜 sutādasuto bājon 〜) é cantada por Shizuka Nakayama. O primeiro encerramento intitulado Twinkle☆Star (トゥインクル☆スター, Touinkuru ☆ sutā) é cantado por Saeko Chiba e o segundo encerramento intitulado Parade of Stars☆ (星のパレード☆, Hoshi no parēdo☆) é cantado por Sayuri Tanaka. A música foi composta por Moka, que tambêm compôs a trilha sonora de Elfen Lied.